# Наденица
Наденицата (на английски: Sausage; на немски: Wurst) е суров, варен или варено-пушен месен продукт, характерен за европейската кухня.
Произвежда се от смляно месо, животинска мазнина и подправки, които след омесване се пълнят в естествени черва и се варят, опушват се или се обжарват на скара или барбекю (могат да се добавят към супи или ястия).
Съществуват вид наденици, приготвяни от месо и субпродукти, смесени с кръв и подправки, напълнени в естествени черва и сварени, наречени кървавица.

## История
Първите данни за приготвяне на храна от животински черва, пълнени с месо, датират още от Шумерите, живели на територията на днешен Ирак, около 3000 години преди н.е.
За китайските традиционни наденици „Лачанг“ (臘腸/腊肠), произвеждащи се от козе и агнешко месо, се споменава около 589 година преди н.е.
Древногръцкият автор Омир разказва в своята поема Одисея (глава 20), за консумирането на наденица (кървавица).
Има данни, че надениците са били много популярна храна при древните гърци и римляните. По време на властването на Римския император Нерон, приготвянето и яденето на наденици е свързвано с празника Луперкалии, провежден в чест на богинята Юнона. Ранната католическа църква обявява празника Луперкалии и яденето на наденица за грях. Заради това император Константин забранява празника и надениците.
В началото на Х век византийският император Лъв VI Философ забранява консумирането на наденица (кървавица), поради опасността от хранителни отравяния.
В английски език думата Sausage (наденица), произхожда от старофренската – saussiche, която произлиза от латинската – salsus, в превод осолен.
Традиционно този вид наденици се пълнят в животински черва, но в последните години се използват и черва, произведени от колагени, целулоза и др. Диаметърът на готовите за предлагане в търговската мрежа продукти е в диапазон 30 – 36 мм., а дължината на парчетата е от 20 до 24 сантиметра, но има и наденички, които се пълнят в тънки черва – (карначета и др.).

## Видове
В различните страни има многобройни начини на смесване, пълнени и приготвяне на наденици. Само в Германия има над 1000 вида.
Някои видове по-популярни в България:
- Сурова наденица – приготвя се от свинско, телешко или смес от телешко и свинско месо, животински мазнини, сол, подправки. Приготвя се за консумация чрез варене (в супи, яхнии, капама и др.), печене на скара, печене във фурна и др.;
- Варени и варено-пушени (Македонска наденица, Варена наденица, Родопска наденица и мн. други) – приготвят се от свинско, телешко или смес от телешко и свинско месо, животински мазнини, сол, вода и подправки. След приготвянето на продукта, претърпява термична обработка до достигане на минимум 72 °C в средата на наденицата. Това гарантира дълготрайност и безопасност на продукта за консумация. Технологията на производство на продукта допуска влагането на белтъчинни съставки (общо до 3% от масата на месните суровини) и въглехидратни съставки (общо до 1% от масата на месните суровини);
- Лионска наденица – произвежда се от телешко и свинско месо, сланина, вода, червен пипер и твърдо сирене;
- Карначета – произвеждат се от свинско месо, сланина, подправки и сол, като след смесване се пълнят в тънки животински черва. Предлага се в сурово състояние, подходящи са за печене на скара или във фурна;
- Италианска наденица – произвежда се от телешко и свинско месо (мин. 85%), копър или анасон и сол.
- Метвурст – една от най-известните германски наденици, произвежда се по технология като сурово-пушен колбас (в оригиналния си вид е колбас за мазане), само от свинско месо, подправки, вода и готварска сол.
- Вайсвурст – традиционна баварска наденица, с бял цвят, произведена от много фино смляно телешко месо, сланина, магданоз, сол, джинджифил, лук, кардамон и лимон. Приготвят се като се потапят за около 15 минути в гореща (не вряща) вода и се поднасят на масата в купа, заедно с водата в която са приготвени, за да запазят максимално топли. Традиционно се консумира рано сутрин.

- Кървавица – в България има няколко вида /като бахур, бумбар (от гр. μπουμπαρι) и др., които се произвеждат от месо (телешко, свинско), субпродукти (бял дроб, гръклян, сърце, черен дроб), лук, сол, черен пипер, бахар, варен ориз (влага се само в определени видове), кимион, карамфил, като след омесването се пълни в дебели свински или говежди черва. Въпреки наименованието си, не е задължително кървавицата да съдържа кръв. Зъвързаните в краищата кървавици се надупчват и варят. Могат да се консумират както топли, така и студени. В българската национална кухня се използват в приготвянето на различни ястия (със зрял боб, със зеле и др.);
- Колбасица – сръбска наденица, произведена от свинско месо, сланина, сол и подправки. Предлага се в сурово състояние и е подходяща за печене на скара;